# Natalia Gorska
Natalia Gorska – polska fizyczka, profesor nauk ścisłych i przyrodniczych, profesor uczelni i dyrektor Instytutu Oceanografii Wydziału Oceanografii i Geografii Uniwersytetu Gdańskiego.

## Życiorys
Ukończyła w 1979 Wydział Radiofizyki i Elektroniki Gorkowskiego Uniwersytetu Państwowego im. N. Łobaczewskiego w Niżnym Nowogrodzie. W latach 1980–1990 pracowała w Instytucie Fizyki Stosowanej Rosyjskiej Akademii Nauk w Niżnym Nowogrodzie. Zajmowała się badaniem zagadnień z dziedziny akustyki i dynamiki morza. Stopień doktora nauk fizyczno-matematycznych uzyskała w 1991. Od 1991 zatrudniona jest w Instytucie Oceanologii Polskiej Akademii Nauk w Sopocie, w Pracowni Akustyki Morza Zakładu Fizyki Morza. Kontynuuje badania w dziedzinie akustyki podwodnej. Zajmuje się badaniem mechanizmów rozpraszania dźwięku na obiektach biologicznych – rybach, zooplanktonie oraz roślinności podwodnej. Jest autorką ponad 60 publikacji w międzynarodowych czasopismach naukowych. Otrzymała nominację profesorską. Objęła funkcję profesora uczelni oraz dyrektora w Instytucie Oceanografii na Wydziale Oceanografii i Geografii Uniwersytetu Gdańskiego. Była docentką w Instytucie Oceanologii PAN oraz pełnomocniczką rektora na Uniwersytecie Gdańskim.
Jest członkiem Komitetu Badań Morza Polskiej Akademii Nauk. W kadencji 2023–2026 wchodzi w skład Rady Naukowej Instytutu Oceanologii PAN.
W 2017 otrzymała Brązowy Medal Uniwersytetu Gdańskiego „Bene merito et merenti”.